# Clitheroe
Clitheroe (Aussprache: [klɪðəˌɹəʊ]) ist eine Stadt und Gemeinde im Bezirk Ribble Valley, Lancashire, England. Sie liegt am südlichen Rande des Forest of Bowland mit 15.517 Einwohnern (Stand: 2016). Da dies die nächste Stadt zum geographischen Mittelpunkt Großbritanniens am Wolfhole Crag ist, kann man sagen, dass Clitheroe die zentralste Stadt des Landes sei.
Die Stadt geht auf das 11. Jahrhundert zurück. Ihr Name kommt vom angelsächsischen Wort für „felsiger Vorsprung“. Die Stadt hat sich um das Clitheroe Castle, das auf einem Felsen in der Stadt liegt entwickelt. Die älteste erhaltene Urkunde der Stadt stammt wahrscheinlich aus dem Jahre 1283 und sie nimmt Bezug auf Rechte, die der Stadt zwischen 1147 und 1177 gewährt wurden.
Der Mearley Brook fließt durch die Stadt. Er vereinigt sich am südlichen Ende der Stadt mit dem Pendleton Brook, der im Südwesten der Stadt in den westlich der Stadt verlaufenden River Ribble mündet.
Die Waddow Hall ist ein Pfadfinderzentrum.
Zu Clitheroe gehört die renommierte katholische Privatschule Stonyhurst College.

## Wirtschaft
Clitheroe hat eine der niedrigsten Arbeitslosenquoten im Vereinigten Königreich. Dies ist weitgehend auf die Ansiedlung von mehreren Unternehmen, die jeweils mehrere hundert Arbeitsplätze bereitstellen, zurückzuführen, darunter Ultraframe, Castle Cement, Tarmac, Dugdale Ernährung und Johnson Matthey.
Das Unternehmen Castle Cement ist wegen der Verbrennung industrieller Abfälle in seinen Öfen kritisiert worden, nach der Meinung der Einheimischen entstehen dabei giftige Dioxine. Trotz Überprüfungsmaßnahmen seitens der Firma setzen sich die Anwohner immer noch dafür ein, diese Nutzung einzustellen.

## Bildergalerie

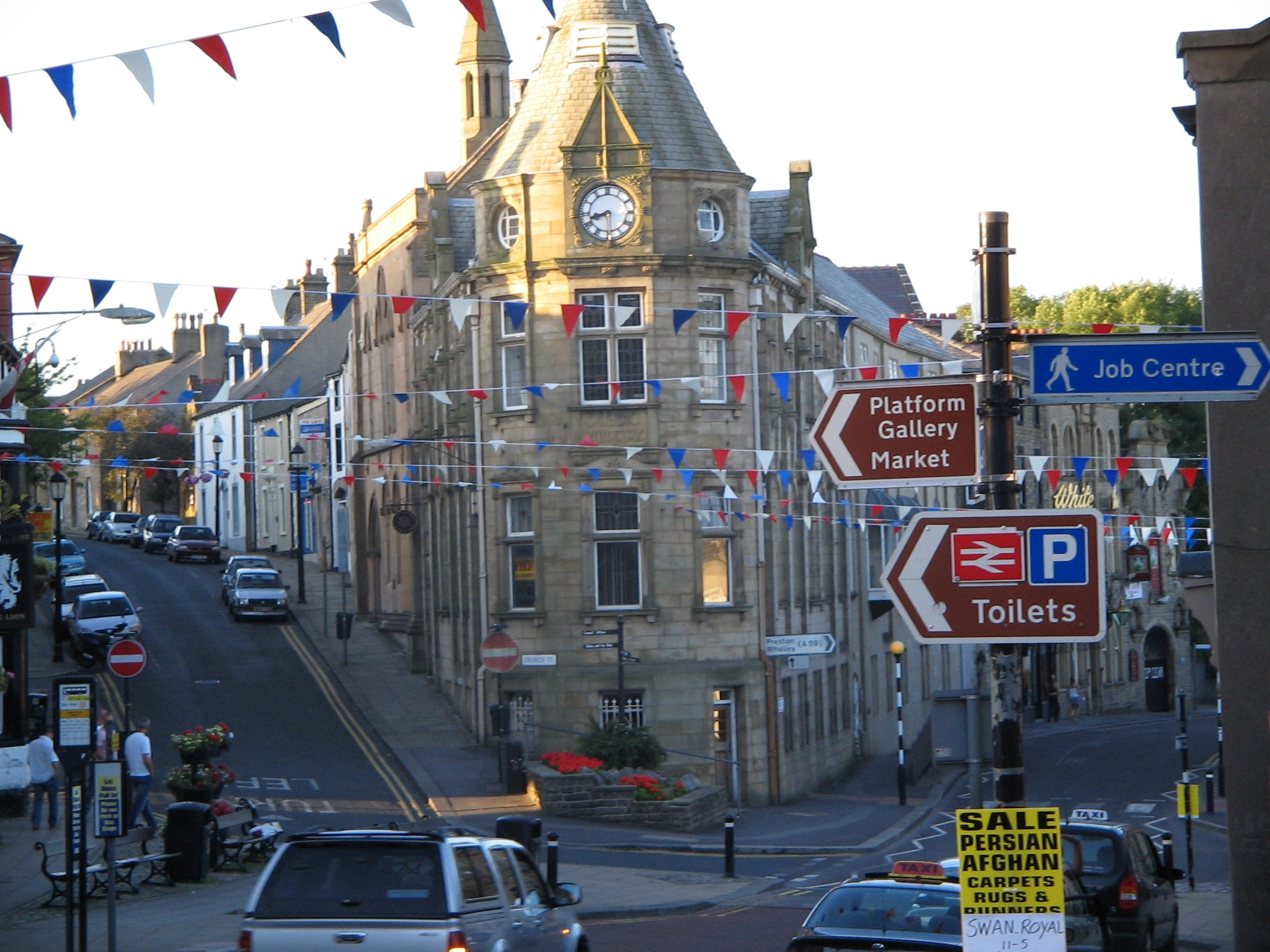
Bibliothek von Clitheroe
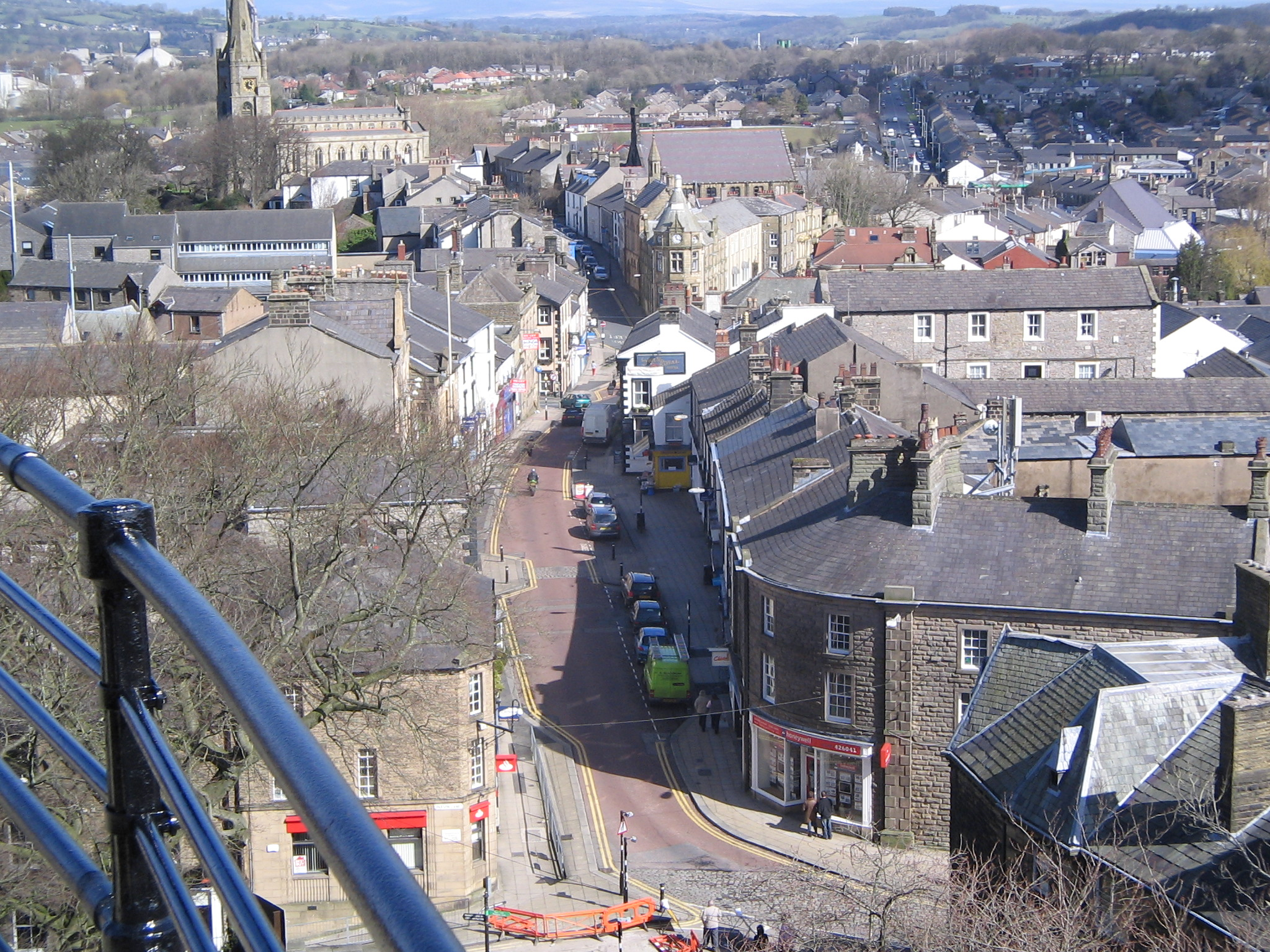
Hauptstraße
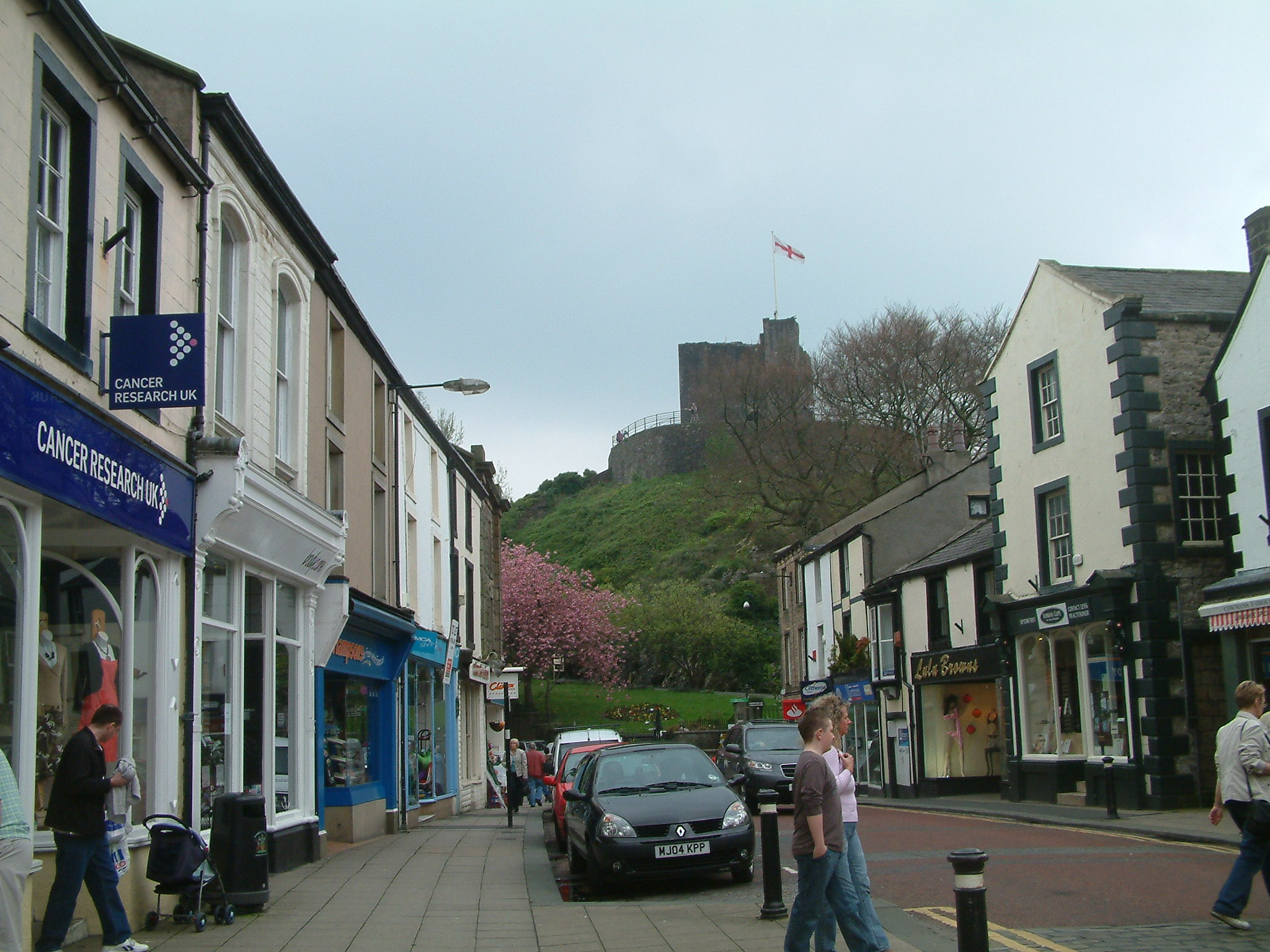
Hauptstraße
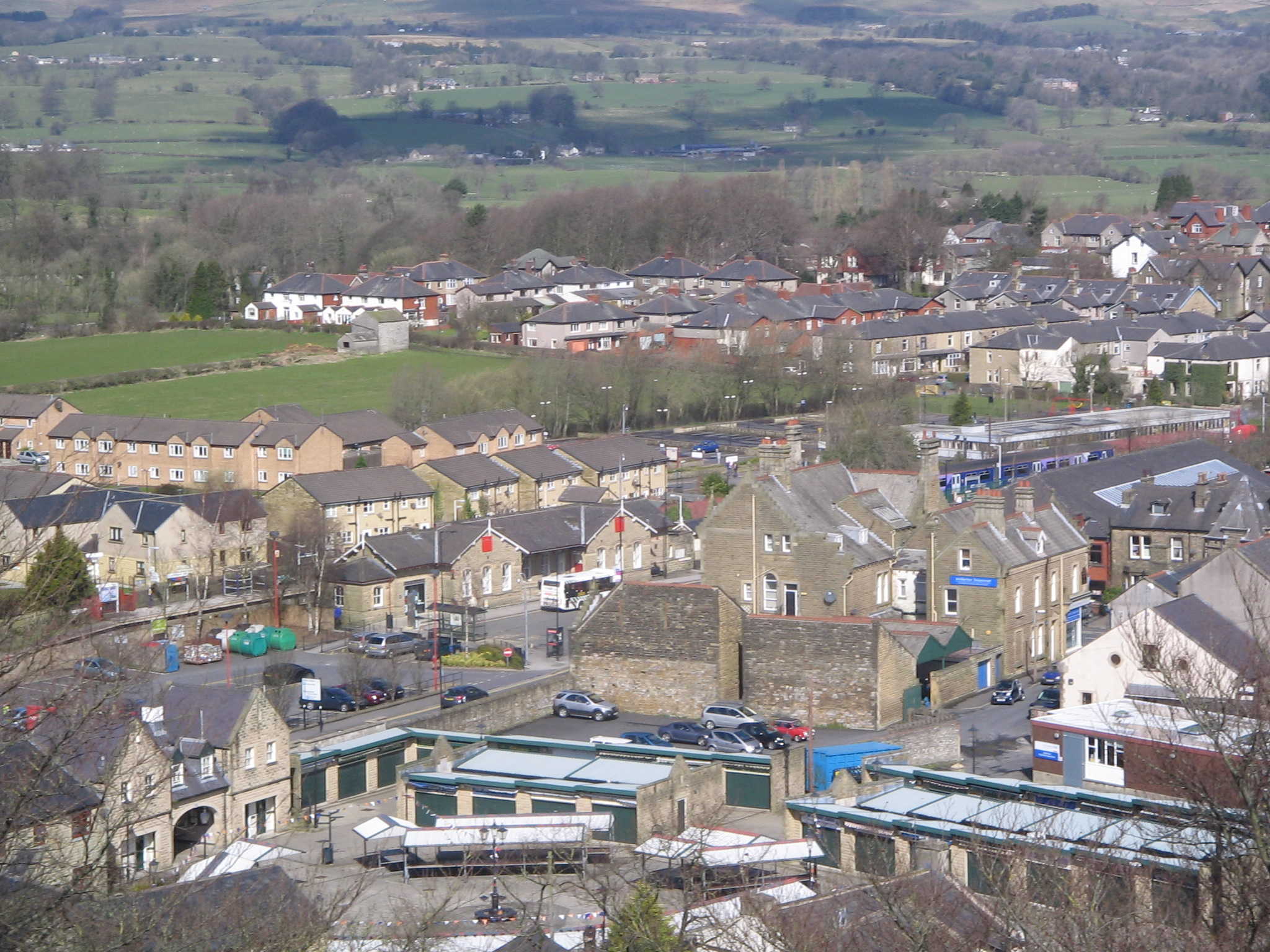
Bahnhof
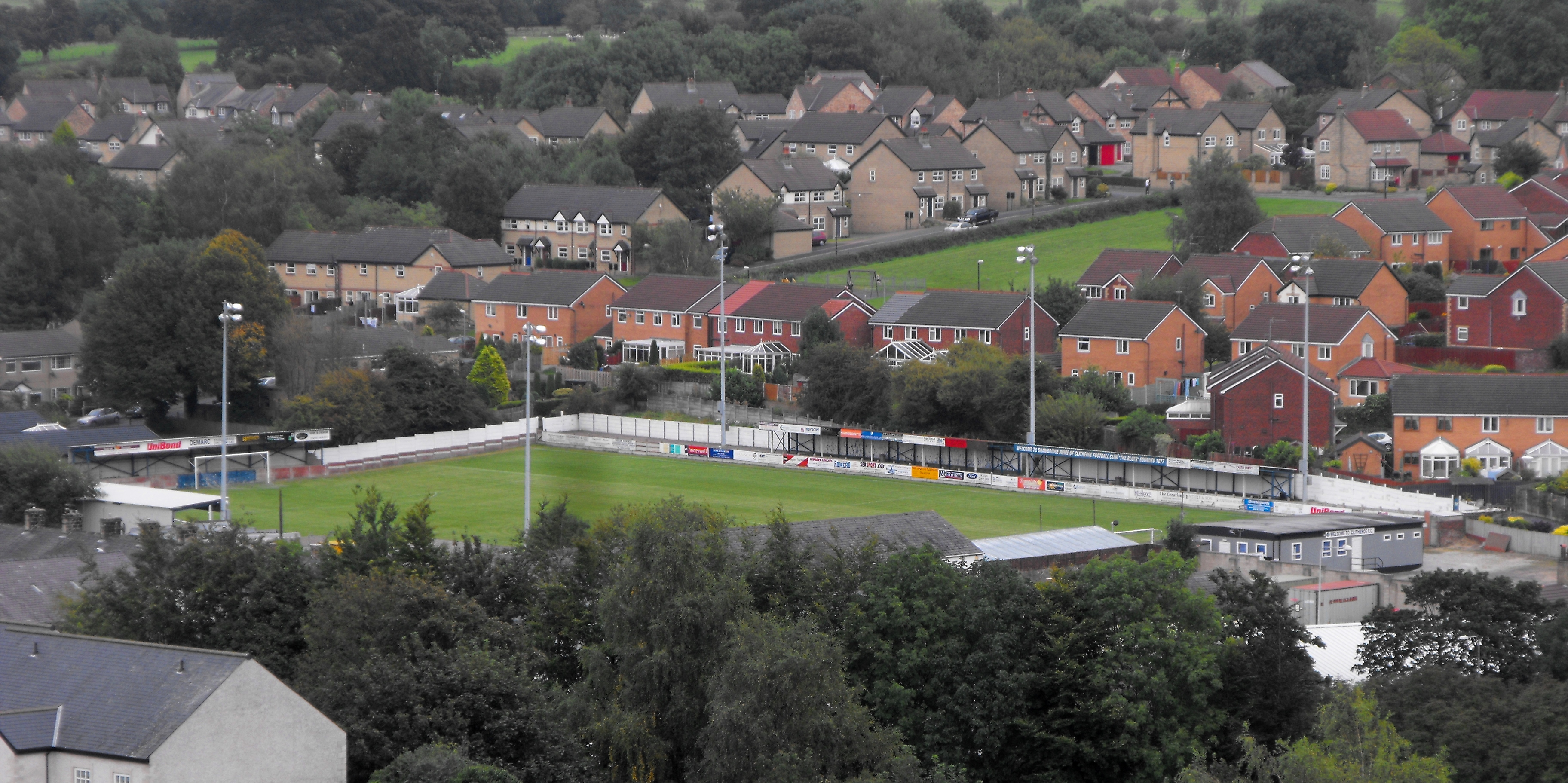
Fußballstadion
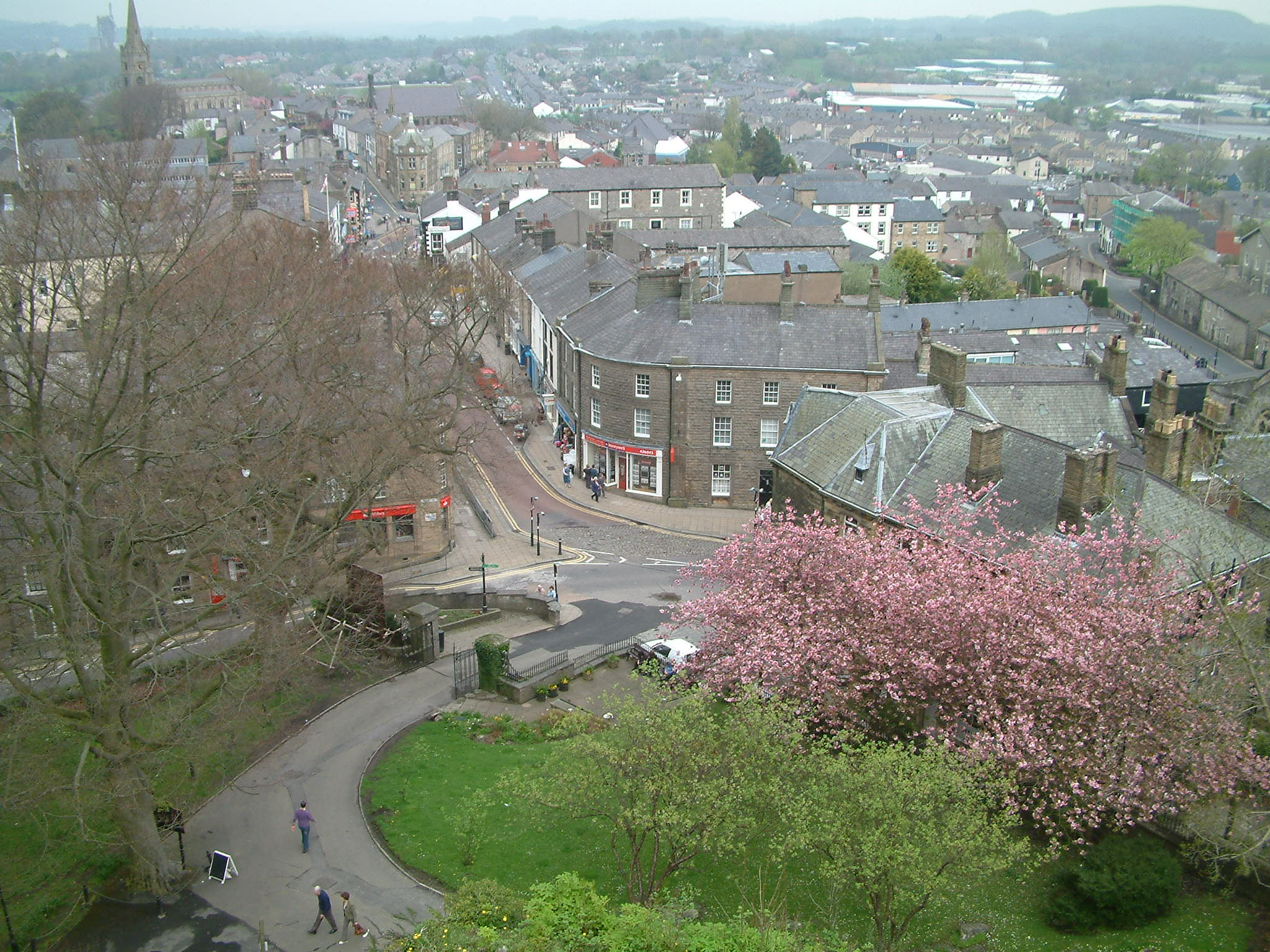
Park
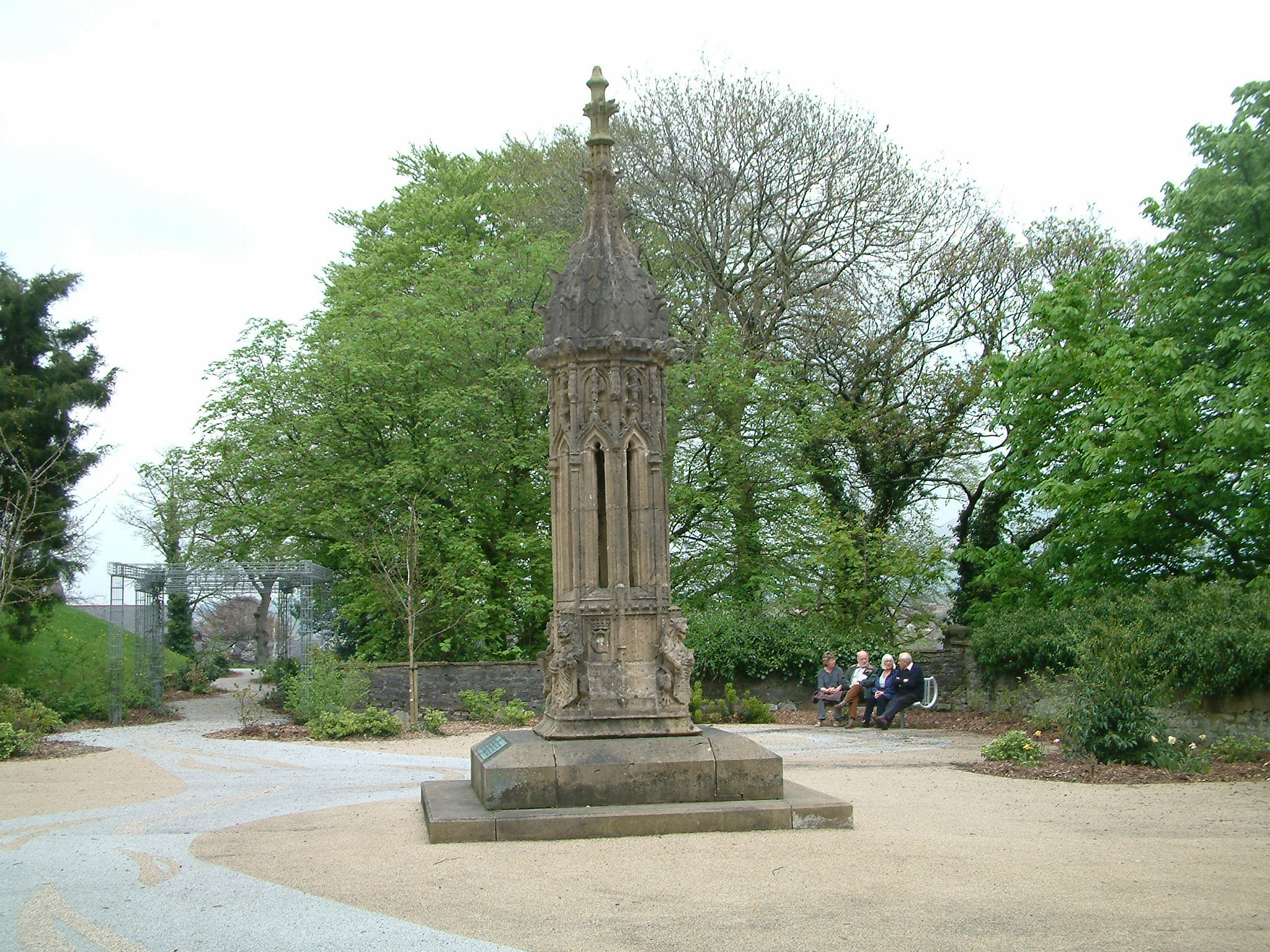
Rosengarten

## Persönlichkeiten
- Alan Gornall (* 1960), Radrennfahrer
- Michael Bisping (* 1979), Kampfsportler[2]
- Leighton Clarkson (* 2001), Fußballspieler